# 혹스 유전자

노랑초파리의 호메오박스 (혹스) 유전자 표현

혹스 유전자(영어: Hox gene)는 포유류에서 호메오도메인을 암호화하는 DNA 부위인 호메오박스를 갖고 있는 전사인자 유전자이다.

## 역할
호메오박스 유전자의 하위 집합인 Hox 유전자는 동물의 머리-꼬리 축을 따라 배아의 신체 구조 영역을 지정하는 관련 유전자 그룹이다. Hox 단백질은 신체의 올바른 위치에 올바른 구조가 형성되도록 '위치'의 특성을 암호화하고 지정한다. 예를 들어, 곤충의 Hox 유전자는 분절(예: 초파리의 다리, 더듬이 및 날개)에 형성되는 부속지를 지정하고 척추동물의 Hox 유전자는 형성될 척추의 유형과 모양을 지정한다. 따라서 분절된 동물에서 Hox 단백질은 분절 또는 위치 동일성을 부여하지만 실제 분절 자체를 형성하지는 않는다.
섬모 유충의 Hox 유전자에 대한 연구는 이들이 미래의 성체 조직에서만 발현된다는 것을 보여주었다. 점진적 변태가 있는 유충에서 Hox 유전자는 유충 몸체의 조직, 일반적으로 변태를 통해 유지될 몸통 부위에서 활성화된다. 완전 변태를 하는 유충에서 Hox 유전자는 주로 어린 초기 단계에서 발현되며 일시적인 유충 조직에는 없다. 반추동물 종 Schizocardium californicum의 유충과 Nemertea의 pilidium 유충은 Hox 유전자를 발현하지 않는다.
Hox 유전자에 대한 비유는 배우가 다음에 수행해야 할 장면을 호출하는 연극 감독의 역할에 비유할 수 있다. 극 감독이 장면을 잘못된 순서로 호출하면 전체 연극이 잘못된 순서로 표시된다. 마찬가지로 Hox 유전자의 돌연변이로 인해 신체 부위와 팔다리가 신체의 잘못된 위치에 나타날 수 있다. 연극 감독과 마찬가지로 Hox 유전자는 연극에서 작용하거나 사지 형성 자체에 참여하지 않는다.
각 Hox 유전자의 단백질 생성물은 전사 인자이다. 각 Hox 유전자는 호메오박스(homeobox)로 알려진 잘 보존된 DNA 서열을 포함하며, "Hox"라는 용어는 원래 호메오박스의 축약어이다. 그러나 현재 사용에서 Hox라는 용어는 더 이상 호메오박스와 동일하지 않다. Hox 유전자가 호메오박스 서열을 소유하는 유일한 유전자가 아니기 때문이다. 인간은 200개 이상의 호메오박스 유전자를 가지고 있으며 그 중 39개는 Hox 유전자이다. 따라서 Hox 유전자는 호메오박스 전사 인자 유전자의 하위 집합이다. 많은 동물에서 염색체의 Hox 유전자의 구성은 발달하는 동물의 전후축을 따라 발현되는 순서와 동일하므로 공선성을 나타낸다고 한다. 신체의 잘못된 위치에서 Hox 유전자 산물의 생산은 화생과 관련이 있으며 종양학 질환에 걸리기 쉽게 만든다. Barrett의 식도는 변경된 Hox 코딩의 결과이며 식도암의 전조이다.

## 호메오박스
혹스 유전자는 호메오박스 유전자 중 하나이고, 가장 잘 알려진 호메오박스이다. 

## 보존
호메오박스 유전자, 즉 호메오도메인 단백질 모티프는 대부분의 진핵생물에서 발견된다. 호메오박스 유전자의 하위 집합인 Hox 유전자는 보다 최근에 일반적인 동물 또는 후생동물 내에서 진화했다. 동물계 내에서 Hox 유전자는 이중체(머리에서 꼬리까지의 축이 명확한 동물)에 걸쳐 존재하며 말미잘과 같은 Cnidaria에서도 발견되었다. 이것은 Hox 유전자가 5억 5천만 년 전에 발생했음을 의미한다. bilateria에서 Hox 유전자는 종종 유전자 클러스터로 배열되지만 유전자가 염색체 재배열에 의해 분리되는 많은 예외가 있다. Hox 단백질 간의 호메오도메인 서열을 비교하면 종종 종 내에서보다 종 사이에서 더 큰 유사성을 드러낸다. 이 관찰은 Hox 유전자 클러스터가 동물 진화 초기에 직렬 복제 및 후속 분기를 통해 단일 Hox 유전자에서 진화했으며, 적어도 7개의 서로 다른 Hox 유전자를 포함하는 원형 Hox 유전자 클러스터가 모든 쌍일체의 공통 조상에 존재한다는 결론을 이끌어 냈다.
대부분의 양측 동물에서 Hox 유전자는 배아의 머리에서 꼬리까지 축을 따라 엇갈린 영역에서 발현되는데, 이는 위치를 지정하는 역할이 고대의 공통된 특징임을 시사한다. Hox 단백질의 기능적 보존은 파리가 자신의 Hox 단백질 대신에 닭 Hox 단백질로 상당 부분 기능할 수 있다는 사실에 의해 입증될 수 있다. 따라서 5억 5천만 년 전에 살았던 마지막 공통 조상이 있음에도 불구하고 동일한 Hox 유전자의 닭과 파리 버전은 파리에서 얻은 다운스트림 유전자를 표적으로 해도 될 만큼 충분히 유사하다.

## 조절
Hox 유전자가 실현자 유전자를 조절하는 것처럼, 그들은 차례로 다른 유전자에 의해 조절된다. 초파리와 일부 곤충(대부분의 동물은 아님)에서 Hox 유전자는 갭 유전자와 쌍-규칙 유전자에 의해 조절되며, 이 유전자는 차례로 모계가 제공하는 mRNA에 의해 조절된다. 그 결과 전사 인자 캐스케이드가 발생한다. 모성 인자는 갭 또는 쌍-규칙 유전자를 활성화한다. 간격 및 쌍 규칙 유전자는 Hox 유전자를 활성화한다. 그런 다음 마지막으로 Hox 유전자는 발달 중인 배아의 분절이 분화되도록 하는 실현자 유전자를 활성화한다. 조절은 형태발생장이라고 하는 단백질 농도 구배를 통해 이루어진다. 예를 들어, 한 모체 단백질의 높은 농도와 낮은 농도의 다른 모체 단백질은 특정 갭 또는 쌍-규칙 유전자 세트를 킨다. 파리에서 배아의 줄무늬 2는 모체 단백질인 Bicoid와 Hunchback에 의해 활성화되지만 갭 단백질 Giant와 Kruppel에 의해 억제된다. 따라서 스트라이프 2는 Bicoid와 Hunchback이 있는 곳에서만 형성되지만 Giant와 Kruppel이 있는 곳에서는 형성되지 않는다.
Hox 클러스터에 위치한 MicroRNA 가닥은 더 많은 anterior hox 유전자("후부 유행 현상")를 억제하여 발현 패턴을 더 잘 조정할 수 있는 것으로 나타났다.
비코딩 RNA(ncRNA)는 Hox 클러스터에 풍부한 것으로 나타났다. 인간의 경우 231개의 ncRNA가 존재할 수 있다. 이들 중 하나인 HOTAIR는 Polycomb 그룹 단백질(PRC2)에 결합하여 트랜스에서 침묵(HOXC 클러스터에서 전사되고 후기 HOXD 유전자를 억제함)을 침묵시킨다.
염색질 구조는 전사에 필수적이지만 클러스터가 염색체 영역을 벗어나도록 요구하기도 한다.
인간을 포함한 고등 동물에서 레티노산은 전후 축을 따라 Hox 유전자의 차등 발현을 조절한다. Hox 클러스터의 3' 말단에 있는 유전자는 레티노산에 의해 유도되어 레티노산에 의해 유도되지 않는 5' Hox 유전자에 비해 신체에서 더 앞쪽으로 확장되는 발현 도메인을 생성하여 발현 도메인이 더 뒤쪽에 남는다.
정량적 PCR은 공선성에 관한 몇 가지 경향을 보여주었다. 시스템이 평형 상태에 있고 총 전사체 수는 선형 관계에 따라 존재하는 유전자 수에 따라 다르다.

## 같이 보기
- 형태형성
- 단속 평형이론
- 호메오박스
- 진화발생생물학
- 언어의 기원
- 비번역 DNA